# Unión, Argentina
Unión är en ort i Argentina.   Den ligger i provinsen San Luis, i den centrala delen av landet, 700 km väster om huvudstaden Buenos Aires. Unión ligger 378 meter över havet och antalet invånare är 2 341.
Terrängen runt Unión är mycket platt. Trakten runt Unión är nära nog obefolkad, med mindre än två invånare per kvadratkilometer..
Omgivningarna runt Unión är i huvudsak ett öppet busklandskap.